# Gilbert De Rieck
Gilbert De Rieck (nascido em 28 de setembro de 1936) é um ex-ciclista belga que competia em provas de pista. Representou seu país, Bélgica, na corrida de velocidade nos Jogos Olímpicos de Verão de 1960.